# Sobór Zaśnięcia Matki Bożej w Chersoniu
Sobór Zaśnięcia Matki Bożej – prawosławny sobór parafialny w Chersoniu, w jurysdykcji eparchii chersońskiej Ukraińskiego Kościoła Prawosławnego Patriarchatu Moskiewskiego. Największa budowla sakralna w mieście.

## Historia
Do budowy cerkwi przystąpiono w 1786 r. w związku z prośbą, jaką wystosowali rok wcześniej do arcybiskupa chersońskiego Nikifora kupcy i mieszczanie z Przedmieścia Kupieckiego w Chersoniu. Starali się oni o wzniesienie nowej świątyni prawosławnej, jako że istniejąca już cerkiew Narodzenia Matki Bożej i Mądrości Bożej była administrowana przez wspólnotę Greków i nabożeństwa odbywały się w niej w tym właśnie języku. Głównymi fundatorami cerkwi byli kupcy Iwan Snizariew i Piotr Fiendrikow, zaś pod budowę obiektu wybrano obszerny plac w centralnej części Kupieckiego Przedmieścia. W 1787 r. z powodu wybuchu wojny rosyjsko-tureckiej prace przy cerkwi zawieszono. Przez kolejną dekadę kupcy chersońscy uczęszczali do drewnianej cerkwi św. Michała Archanioła, którą specjalnie dla nich przeniesiono z chersońskiej twierdzy. Równolegle wznowiono prace nad cerkwią Zaśnięcia Matki Bożej i ostatecznie oddano ją do użytku liturgicznego w 1798 r. Wtedy rozebrano cerkiew drewnianą.
W 1828 r. cerkiew otrzymała status głównego soboru w mieście, jako że sobór św. Katarzyny w Chersoniu został podporządkowany prawosławnemu duszpasterstwu wojskowemu. Pięć lat później drewnianą dzwonnicę budynku rozebrano i wzniesiono na jej miejscu kamienną (fundatorem był Jakow Doroszenko), zaś w 1897 r. podwyższono ją, wznosząc 11-metrową iglicę. Wcześniej, w 1853 r., na prośbę arcybiskupa chersońskiego i odeskiego Innocentego (rezydującego w Odessie) świątyni nadano rangę soboru katedralnego. 26 października 1855 r. na Świętej Liturgii w świątyni obecny był car Aleksander II. W latach 1859–1861 cały budynek przeszedł kapitalny remont, ponadto wzniesiono wokół niego ogrodzenie, wykonano we wnętrzu freski w stylu neobizantyjskim i wstawiono nowy ikonostas.
W 1922 r. władze radzieckie przeprowadziły w cerkwi konfiskatę kosztowności, w 1929 r. parafię zmuszono do zdjęcia dzwonów, a rok później świątynia została zamknięta i zaadaptowana na klub sportowy. Wyposażenie cerkwi zostało całkowicie zniszczone. Sobór otwarto ponownie po wkroczeniu Niemców do Chersonia, ale w listopadzie 1944 r. został zamknięty powtórnie i do 1993 r. ponownie pełnił funkcję klubu sportowego przy zakładach im. Hryhorija Petrowskiego. W 1993 r. sobór Zaśnięcia Matki Bożej zwrócono Cerkwi. Rozpoczęty został jego remont. Sobór jest jedną z pięciu cerkwi tworzących dekanat centralny eparchii chersońskiej.

## Architektura
Cerkiew jest budowlą typu krzyżowo-kopułowego, z trzema ołtarzami: głównym Zaśnięcia Matki Bożej, północnym św. Barbary oraz południowym św. Mikołaja. Łączna długość budynku wynosi 46 metrów, szerokość – 31 m, zaś wysokość – 40,5 m.
W soborze od lat 60. XIX w. znajdował się ikonostas obejmujący wszystkie trzy ołtarze, o łącznej długości trzydziestu metrów i wysokości 17 m, złożony z 50 ikon. Został on całkowicie zniszczony po 1930 r., przetrwała jedynie ikona Matki Bożej.